# Appius Claudius Caudex
Appius Claudius Caudex was een patriciër en lid van de Claudii familie. Hij was de kleinzoon van Appius Claudius Caecus en diende als consul in 264 v.Chr.
In dat jaar lokte hij een conflict uit tussen Rome en Carthago over het bezit van Sicilië. In 265 v.Chr. had Hiero II van Syracuse een aanval uitgevoerd op Messina in een poging om het te heroveren van de Mamertijnen, huurlingen uit Campania die de stad enkele jaren eerder van hem hadden afgenomen. De Mamertijnen zochten een alliantie met een dichtbijgelegen Carthaagse vloot en konden de Syracusiërs op afstand houden. Maar toen de Carthagers niet vertrokken deden de Mamertijnen een beroep op Rome in 264.
Sommige senatoren waren tegenstander van het sturen van hulp, maar Appius Claudius overtuigde de burgers om hen te ondersteunen. Hij leidde een troepenmacht naar Messina en aangezien de Mamertijnen de Carthagers hadden overgehaald om zich terug te trekken, ontmoette hij slechts symbolische tegenstand. De Mamertijnen overhandigden de stad aan Appius Claudius, maar de Carthagers keerden terug om een blokkade op te zetten. De Syracusers hadden zich ondertussen ook buiten de stad opgesteld. Claudius probeerde ambassadeurs te sturen naar zowel de Carthagers als de Syracusers, maar hij werd genegeerd. Vervolgens leidde hij zijn troepen buiten de stad en versloeg de Syracusers in een veldslag, en Hiero keerde terug naar Syracuse. De volgende dag versloeg Claudius ook de Carthagers.
Dit conflict was een van de directe oorzaken van de Eerste Punische Oorlog